# Cannabis en Andorre
La légalité du cannabis en Andorre est régie par la Llei 9/2005.

## Trafic
« Si es tracta de cannabis o droga de toxicitat similar, la pena ha de ser de presó fins a dos anys i multa fins al doble del valor de la droga »

Le trafic de cannabis peut être puni de deux ans de prison et des amendes doublent totalement la valeur de la drogue.

## Usage personnel
« El consum individual de cannabis o una droga de toxicitat similar en un local públic ha de ser castigat amb pena d’arrest o multa fins a 600 euros. Als efectes del present apartat, s’assimilen a local públic els llocs públics amb concurrència de persones. »

La consommation individuelle de cannabis ou similaire dans un espace public peut être punie d'une arrestation ou d'une amende pouvant aller jusqu'à 600 euros.